# Мукими
Мухаммад Аминходжа Мукими (узб. Muhammad Aminxoʻja Muqimiy / Муҳаммад Аминхўжа Муқимий; 1850, Коканд — 25 мая 1903, Коканд) — узбекский писатель, поэт, сатирик. Один из основоположников узбекского реализма. Псевдоним поэта «Мукими» — означает «постоянство».

## Биография
Мухаммад Аминходжа, известный как Мукими, родился в 1850 году (точная дата его рождения до сих пор не установлена) в Коканде в семье потомственного пекаря Мирзаходжи. В семье было пять детей, среди которых Мукими был единственным мальчиком. Мать Мукими, Айша-биби, была прекрасно образованной, поэтически одаренной женщиной, очень хорошо знавшей устное народное творчество. Именно благодаря ей у Мукими рано развился поэтический дар, она познакомила его с классической восточной литературой, в лице Алишера Навои, Хафиза, Джами, к которой он сохранил любовь до конца своих дней. Своё первое стихотворение он написал в десятилетнем возрасте.
В 1865 году умерла мать Мукими, оказывавшая ему духовную поддержку. Впоследствии в стихах Мукими всегда проскальзывает тень скорби по рано умершей маме.
В 1872 году, окончив кокандское медресе, Мукими едет в Бухару обучаться в знаменитом медресе Мехтар-Айим. Там он в совершенстве овладевает персидским языком, приёмами стихосложения, расширяет свои познания в различных науках. Учёба в медресе сыграла очень большую роль в его духовном развитии. Именно там он много пишет, в его стихах ещё много подражания великим поэтам, но сквозь призму подражания слышен необычный, самобытный голос поэта.
Мукими, полный честолюбивых планов, в 1876 году закончив учёбу, возвратился в Коканд. В узком кругу кокандской аристократии его встретили настороженно, не приняли. Как пишет сам поэт, «Именно неприятие кокандской аристократии позволило мне пересмотреть свои принципы и выработать новые нравственно-литературные воззрения. Разочарование сильно помогло мне». Во второй половине 1870-х годов у Мукими появляются прекрасно сложенные стихотворения сатирической направленности, по которым можно понять, насколько сильно возросло самосознание поэта.
В начале 1880-х годов Мукими с несколькими единомышленниками создает Кружок молодых поэтов, отличавшийся новаторским подходом к поэзии. В него входили Фуркат, Завки, Камил, Нисбат и Мухаир, положившие начало новому узбекскому реализму. Но с того времени возникли также разногласия между молодыми поэтами и представителями старой волны поэзии. Литературные споры переходили порой в острую идеологическую перепалку, а затем и в политические гонения, которым подвергались многие поэты того времени.
В связи со смертью отца Мукими вынужден переехать в Ташкент, чтобы помочь семье, оставшейся у него на попечении. Недолгое пребывание поэта в Ташкенте оказалось для него полезным, благотворно повлияло на расширение кругозора, становление убеждений и совершенствование мастерства. Несмотря на новаторство, смелость и оригинальность его произведений, их никто не публикует, и Мукими остаётся без средств к существованию. Из-за этого он вынужден продать отцовский дом и после этого жить в медресе, в маленькой келье со своим сыном Акбарходжой. Именно там, в келье медресе, поэт создал свои замечательные произведения, обессмертившие его имя.
Мукими жил очень скромно, в последние годы своей жизни занимаясь правкой и перепиской книг. Умер в пятидесятитрехлетнем возрасте 25 мая 1903 года.

## Творчество
Поэтом создано более 100 стихотворений в различных жанрах поэзии.
Мукими также создал около 30 юмористических произведений. Наиболее известные: «О коне», «О грязи», «О арбе». Как и сатира, юмор Мукими представляют большую социальную и художественную ценность. Мукими писал: «Кто сердцем справедлив, меня поймет».

## Память
Именем Мукими названы улицы в городах Узбекистана, Узбекский государственный музыкальный театр, Кокандский государственный педагогический институт и др.

## Переводы на русский язык
- Наум Гребнев. Другие слова. Избранные переводы из узбекской народной и классической поэзии. Издательство литературы и искусства им. Гафура Гуляма, Ташкент 1973
- Наум Гребнев. Истоки и устья. Переводы из узбекской поэзии. Издательство литературы и искусства им. Гафура Гуляма, Ташкент 1983